# Аткуль (Челябинская область)
Аткуль — деревня в составе Селезянского сельского поселения Еткульского района Челябинской области.

## География
Деревня расположена в 25 километрах к востоку от районного центра села Еткуль, на берегу озера Аткуль. Недалеко от деревни проходит асфальтированная дорога Еткуль – Устьянцево.

## Население
В 1995 году  проживало 259 жителей.
В 2003 году — 223 жителя.

## История
Деревня, входившая в селезянский престол, основана казаками Еткульской крепости.
До Октябрьской революции в Аткуле имелась ветряная мельница, два магазина (Сибирский и Московский), молокоприёмный пункт купца Жуликова.
В начале августа 1919 года, во время Гражданской войны через деревню прошли отступавшие на восток части генерала Каппеля.
В 1920 году в Аткуле было организовано кредитное товарищество, в которое вступали крестьяне и казаки. Товарищество имело свою землю, сельскохозяйственные машины, сдавало их в аренду, выращивало овец до пяти тысяч голов.
В 1929 году в деревне был организован колхоз им. Сталина (с 1955 года имени XX съезда КПСС). Кроме того, с 1929 по 1931 годы в деревне работала артель «Экономия», позже вошедшая в состав колхоза.
В 1932 году на Ягодном острове, относившимся к подсобному хозяйству ЧТЗ, было организовано разведение кроликов.
Во время Великой Отечественной войны из Аткуля ушли на фронт 74 человека, 35 из них погибли.
В 1957 году колхоз вошёл во вновь организованный совхоз «Еткульский», с 1959 года — в совхоз «Селезянский».